# لويس بونابرت (عسكري)
لويس بونابرت (بالفرنسية: Louis Bonaparte)‏ هو عسكري فرنسي، ولد في 16 يونيو 1864 في ميدون في فرنسا، وتوفي في 14 أكتوبر 1932 في Prangins ‏ في سويسرا.